# Asch-Schāfiʿī

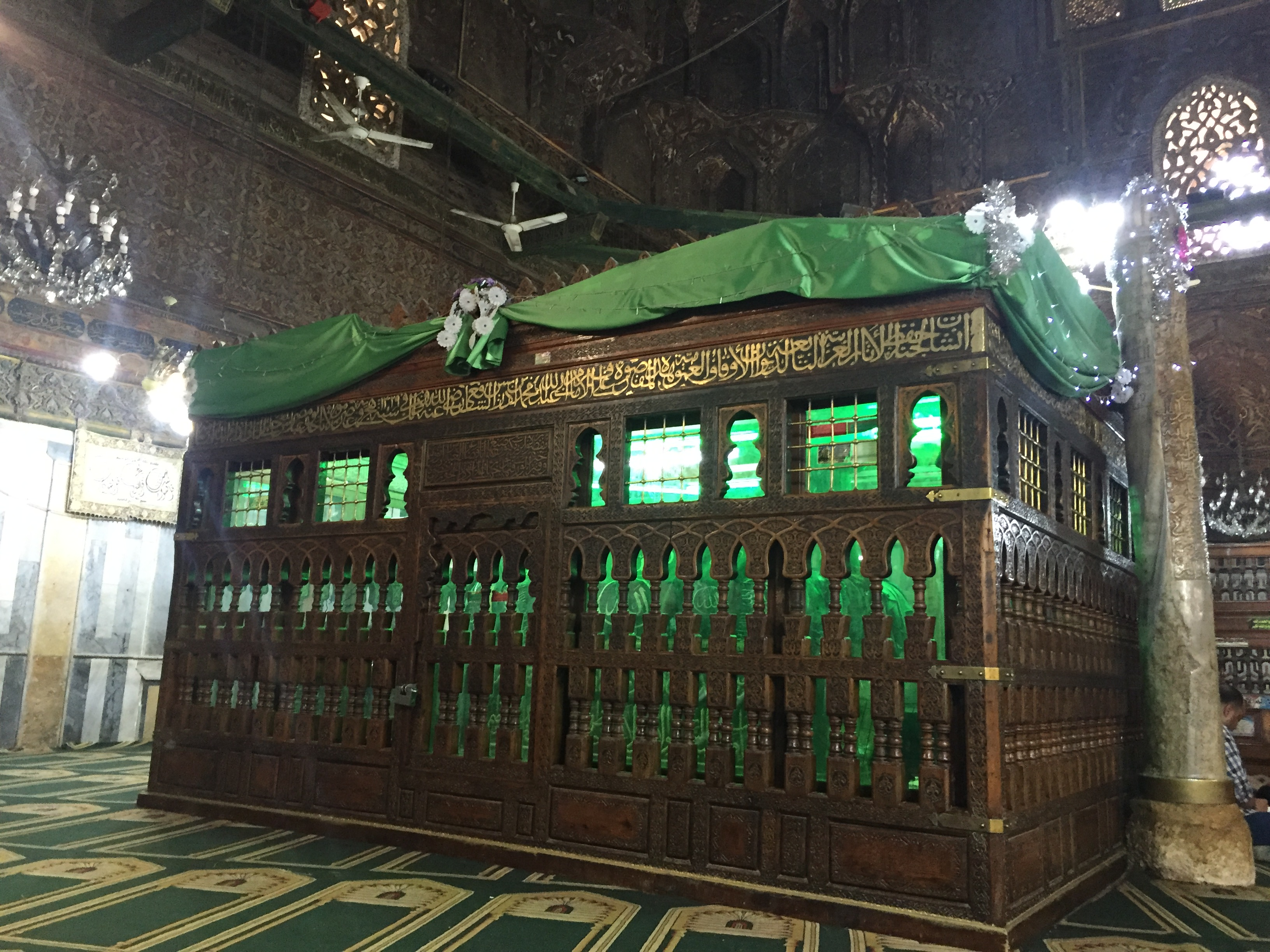
Das Grab von asch-Schāfiʿī in Kairo

Muhammad ibn Idrīs asch-Schāfiʿī (arabisch محمد بن إدريس الشافعي, DMG Muḥammad ibn Idrīs aš-Šāfiʿī; geb. 767 in Palästina; gest. 20. Januar 820 in Fustāt (Alt-Kairo)) war ein bedeutender islamischer Rechtsgelehrter, auf den eine eigene Rechtsschule (madhhab) zurückgeführt wird, die als schafiitisch bezeichnet wird. Asch-Schāfiʿī gilt auch als der eigentliche Begründer der islamischen Rechtstheorie. Die frühen Quellen über sein Leben vermitteln den Eindruck, dass er den Kalām ablehnte, und überliefern zahlreiche kalām-kritische Aussagen von ihm.

## Leben
Asch-Schāfiʿī gehörte zum mekkanischen Stamm der Quraisch und war ein Nachkomme von al-Muttalib, dem Bruder von Hāschim ibn ʿAbd Manāf. Nach Ibn Abī Hātim ar-Rāzī (gest. 939) wurde er entweder in Ashkelon oder im Jemen geboren, während die meisten anderen Biographen Gaza als Geburtsort angeben. Im Alter von zwei Jahren (oder nach der Quelle, die seine Geburt im Jemen ansiedelt, zehn Jahren) wurde asch-Schāfiʿī von seiner verwitweten und offenbar völlig mittellosen Mutter nach Mekka gebracht, wo sie Verwandte hatten. Hier interessierte sich der Junge eifrig für Poesie und Bogenschießen. Außerdem besuchte er die Lehrsitzungen von Muslim ibn Chālid az-Zandschī (st. 795/96), der als Mufti der Stadt fungierte, und Sufyān ibn ʿUyaina (st. 813). Nachdem er mit 15 Jahren von Chālid die Erlaubnis erhalten hatte, Fatwas zu erstellen, wandte er sich um 786 Mālik ibn Anas in Medina zu und wurde sein Schüler. Dies blieb er etwas zehn Jahre lang, bis Mālik im Jahre 795 starb.
Sodann übernahm er ein Amt in Nadschrān im Jemen. Hier wurde er in alidische Umtriebe verwickelt. So huldigte er dem Hasaniden Yahyā ibn ʿAbdallāh. Deswegen wurde er später auch des Schiitentums verdächtigt. Zusammen mit neun Aliden wurde er 803 in Ketten vor den Kalifen Hārūn ar-Raschīd gebracht.
Dank der Intervention des bedeutenden Juristen asch-Schaibānī wurde asch-Schāfiʿī im Gegensatz zu den anderen neun Mitangeklagten vom Kalifen begnadigt, möglicherweise nach Verbüßung einer Gefängnisstrafe. Er wurde zu einem regelmäßigen Besucher von asch-Schaibānīs Kreis und widmete ihm später eine Widerlegung. Nach diesem ersten Irak-Aufenthalt kehrte asch-Schāfiʿī nach Mekka zurück, wo er etwa neun Jahre blieb und sich als Lehrer betätigte. Ab 810 lehrte er wieder in Bagdad. 813, wahrscheinlich nach einem weiteren Besuch im Hedschas, war asch-Schāfiʿī erneut in Bagdad, allerdings nur für wenige Monate. Es war wahrscheinlich die Zeit danach, dass Ahmad ibn Hanbal (gest. 855) al-Schāfiʿī in Mekka traf.
Um 814 ließ sich asch-Schāfiʿī in Fustāt nieder, wo er bis zu seinem Tod im Jahre 820 in der ʿAmr-Moschee lehrte. Die Umstände seines Todes im Alter von 54 Jahren, am letzten Tag des Radschab 204 (= 20. Januar 820), sind unklar: Einige behaupten, er sei an den Folgen eines gewaltsamen Angriffs durch einen fanatischen Malikiten gestorben, andere sprechen von Krankheit.

## Schüler
Nach Ibn ʿAbd al-Barr gehörten zu asch-Schāfiʿīs Schülern in Mekka Abū Bakr al-Hamīdī (gest. 835) und Abū Ishāq al-Muttalibī. In Bagdad gehörten zu seinen Schülern az-Zaʿfarānī (gest. 874), al-Husain al-Karābīsī (gest. 862/63), Abū Thaur (gest. 854), Ahmad ibn Hanbal (gest. 855) und Abū ʿUbaid al-Qāsim ibn Sallām (gest. 838). Und die führenden Überlieferer seiner Lehre in Ägypten waren Harmala (gest. 857), Abū Yaʿqūb al-Buwaitī (gest. 846), al-Muzanī (gest. 877), Yūnus ibn ʿAbd al-Aʿlā (gest. 879), ar-Rabīʿ ibn Sulaimān al-Murādī (gest. 884) und ʿAbdallāh ibn ʿAbd al-Hakam, der Vater von Ibn ʿAbd al-Hakam.

## Werke
Asch-Schāfiʿī soll insgesamt über hundert Schriften verfasst haben, von denen 109 bei Ibn an-Nadīm aufgeführt werden. Besonders wichtig waren davon:
- ar-Risāla ("Sendschreiben"). Asch-Schāfiʿī nannte sein Buch selbst al-Kitāb. Der Titel "Sendschreiben" bezieht sich darauf, dass asch-Schāfiʿī dieses Werk als Antwort auf Bitten des Traditionisten ʿAbd ar-Rahmān ibn Mahdī (st. 813) abfasste und ihm zuschickte.[12] ʿAbd ar-Rahmān hatte ihn gebeten, ein Werk abzufassen, das sich mit rechtlichen Aussagen des Korans, den historischen Berichten, die sich auf sie beziehen, und der Beweiskraft des Idschmāʿ befasst und Klarheit über die abrogierenden und abrogrierten Aussagen von Koran und prophetischer Sunna schafft.[13] Das Buch, das mehrfach kommentiert worden ist,[14] gilt als das erste Werk zu den Usūl al-fiqh, allerdings kommt dieser Ausdruck an keiner Stelle des Werks vor.[15] Nach Lowry dreht sich asch-Schāfiʿīs Risāla vor allem um das juristisch-hermeneutische Konzept des bayān ("Erläuterung"). Nach diesem Konzept ist das islamische Gesetz grundsätzlich in Koran und Sunna enthalten, wobei sich die einzelnen rechtlichen Regeln auf fünferlei Art aus diesen Quellen ergeben: (1) aus dem Koran allein; (2) aus Koran und Sunna zusammen, wobei beide auf dasselbe hinauslaufen; (3) aus Koran und Sunna zusammen, wobei die Sunna den Koran erläutert; (4) aus der Sunna allein; (5) aus keiner der beiden Rechtsquellen. In letztgenanntem Fall ist eigene Urteilsbemühung (Idschtihād) erforderlich.[16]
- Kitāb al-Umm. („Das grundlegende Werk“). Es handelt sich um eine Sammlung von Abhandlungen asch-Schāfiʿīs, die erst nach seinem Tode von Schülern besorgt und unter diesem Titel verbreitet wurde.[17] Die moderne Druckausgabe umfasst sieben Bände. Sein Schüler al-Muzanī verfasste dazu einen Auszug (muḫtaṣar).
- Kitāb Iḫtilāf al-ḥadīṯ ("Buch über das Widersprüchliche im Hadith"). Das Werk ist am Rande des Kitāb al-Umm abgedruckt worden.
- Aḥkām al-Qurʾān, Buch zur juristischen Koraninterpretation asch-Schāfiʿīs, von al-Baihaqī (gest. 1066) zusammengestellt.[18]
- Musnad Hadithsammlung mit 2000 Hadithen, ohne bestimmte Ordnung. Das Buch gibt es in der Rezension von Muhammad ibn al-Matar.

## Nachwirkung

### Stellung in der schafiitischen Rechtsschule
Nach überlieferten Aussagen seiner Schüler wünschte sich asch-Schāfiʿī, dass sich sein Wissen möglichst schnell verbreitete, wollte aber nicht, dass es ihm zugeschrieben wurde. Seine Schüler forderte außerdem dazu auf, ihm gegenüber keinen Taqlīd zu betreiben. Dennoch bildete sich nach seinem Tod ein eigener Madhhab um seine Lehren mit Zentrum in Ägypten. Von dort verbreitete er sich im 10. Jahrhundert in den Irak und nach Chorasan.
Mehrere Schāfiʿiten, darunter al-Baihaqī (st. 1066), Fachr ad-Dīn ar-Rāzī (gest. 1209) und Ibn Hadschar al-ʿAsqalānī (gest. 1449), verfassten später Werke über die "hervorragenden Eigenschaften" (manāqib) asch-Schāfiʿīs. Der Bagdader Rechtsgelehrte Ibn ad-Dahhān (gest. 1196) führt in seinem Werk Taqwīm an-naẓar den Ausspruch an, dass der Grund für die Kürze des Lebens asch-Schāfiʿīs der Erhalt der Meinungsdifferenzen gewesen sei, weil in dem Fall, dass er länger gelebt hätte, diese beseitigt worden wären.
Fachr ad-Dīn ar-Rāzī erklärte in seinem Werk, dass die muslimischen Gelehrten zwar schon vor asch-Schāfiʿī Fragen der islamischen Rechtstheorie behandelt, jedoch noch keine universalen Prinzipien besessen hätten, denen sie bei der Behandlung dieser Fragen folgen konnten. Das, was asch-Schāfiʿī hinsichtlich der „Wissenschaft von der Offenbarung“ (ʿilm aš-šarʿ) geleistet habe, entspreche dem, was Aristoteles vorher für die „Verstandeswissenschaft“ (ʿilm al-ʿaql) geleistet habe. Allgemein betrachteten die schafiitischen Gelehrten asch-Schāfiʿī als den Begründer der Usūl al-fiqh. Zwei schafiitische Autoren des 14. Jahrhunderts, as-Subkī (gest. 1370) und az-Zarkaschī (gest. 1392), lieferten in ihren Werken lange Listen von Usūl-al-fiqh-Büchern, die sie jeweils mit der Risāla asch-Schāfiʿīs beginnen ließen.

### Die Verehrung von asch-Schāfiʿīs Grab

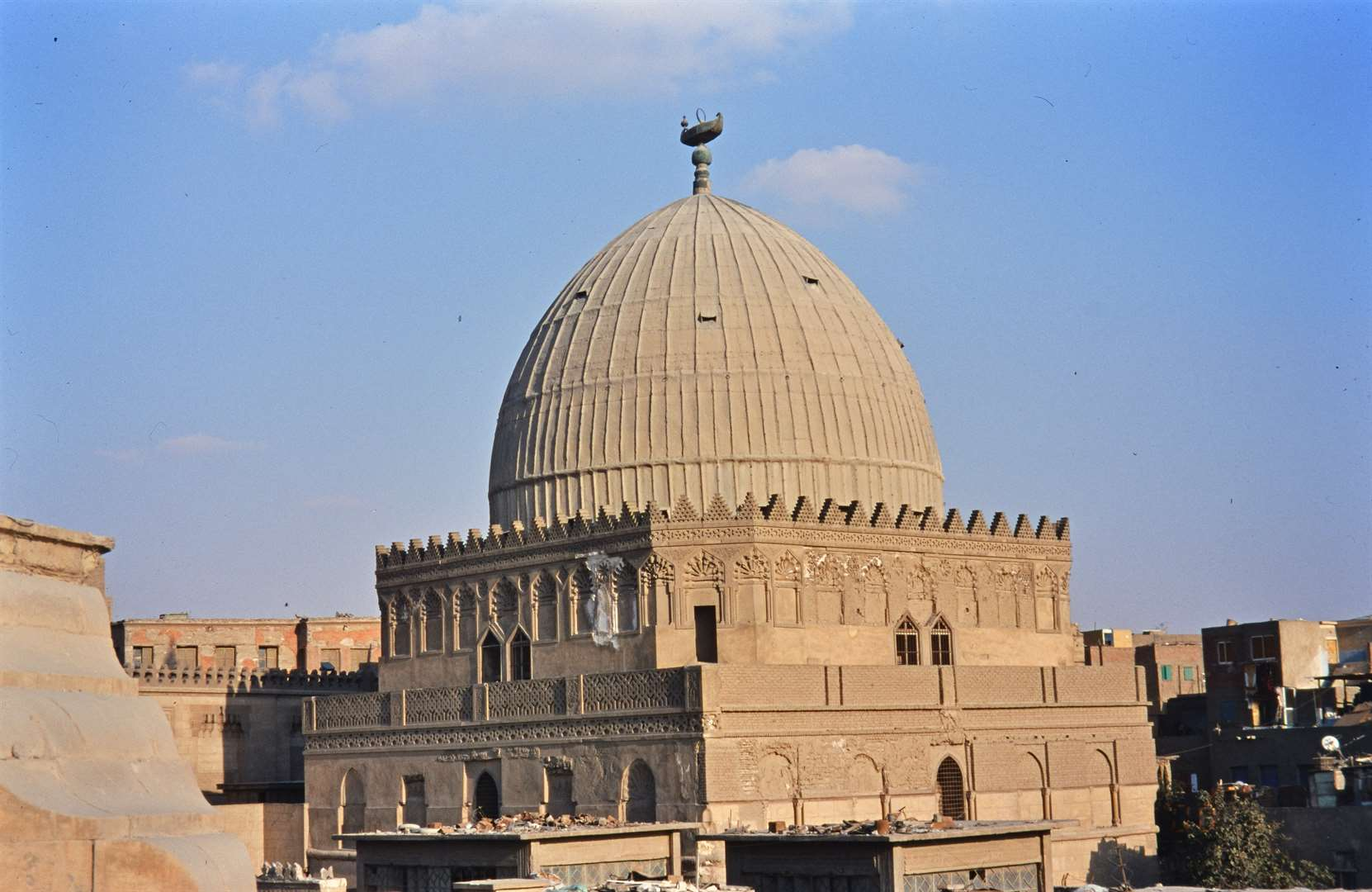
Das Grabmausoleum von asch-Schāfiʿī auf dem südlichen Friedhof von Kairo

Asch-Schāfiʿī stand auch schon früh im Rufe eines Heiligen. Nach einem Bericht al-Maqrīzīs trat im Jahre 1081 Nizām al-Mulk, der Wesir des Seldschukenreichs, mit seinem fatimidischen Kollegen Badr al-Dschamali in briefliche Verhandlungen, um die Überreste asch-Schāfiʿīs nach Bagdad überführen zu lassen, weil er damit seine Nizāmīya-Schule, in der asch-Schāfiʿīs Rechtssystem gelehrt wurde, ausstatten wollte. Als jedoch Badr al-Dschamali mit seinen Leuten daranging, den Leichnam asch-Schāfiʿīs zu exhumieren, kam es zu heftigen Protesten der örtlichen Bevölkerung, die den Wesir und seinen Oberherrn, den Kalifen al-Mustansir jedoch nicht davon abhielten, an dem Unternehmen festzuhalten. Al-Maqrīzī berichtet, dass nun aber durch ein wunderhaftes Eingreifen asch-Schāfiʿīs der Plan vereitelt wurde. Just zu dem Augenblick, als sich die Bauleute daran machten, die Ziegeln des Grabes abzutragen, trat nämlich ein betörender Duft aus seinem Grab, der diese für eine Stunde ohnmächtig werden ließ. Als sie wieder aufwachten, sollen sie sich geweigert haben, das Unternehmen fortzusetzen, und das Grab wieder verschlossen haben.
Im Jahre 1211 ließ al-Malik al-Kamil über dem Grab asch-Schāfiʿīs ein Mausoleum errichten. Der Kuppelbau (qubba) liegt weit im Südosten des Kairoer Gräberviertels. Der reich verzierte hölzerne Sarg wurde früher in einer Jahreswallfahrt (maulid, mausim) aufgesucht. In weiteren Grabstätten der Anlage sind der Erbauer der Moschee und seine Familie beigesetzt.

### Wertschätzung außerhalb der schafiitischen Rechtsschule
Auch außerhalb seiner Rechtsschule wird asch-Schāfiʿī als Rechtsdenker geschätzt. So verbreitete sich die Auffassung von asch-Schāfiʿī als Begründer der Usūl al-fiqh ebenfalls in anderen Rechtsschulen. Hanbaliten versuchten aufzuzeigen, dass asch-Schāfiʿī mit ihnen in der Ablehnung des Kalām übereinstimmte. Ibn Qaiyim al-Dschauzīya (st. 1350) schloss dies unter anderem aus der Tatsache, dass in der erweiterten Hamdala am Anfang von asch-Schāfiʿīs Risāla Gott als derjenige beschrieben wird, "der so ist, wie er sich selbst beschrieben hat, und über dem steht, womit ihn die Menschen beschrieben haben". Ibn al-ʿImād (gest. 1679) überlieferte von ihm den Ausspruch: "Es gibt nichts, was mir mehr verhasst ist als der Kalām und seine Anhänger" (mā šaiʾun abġaḍu ilaiya min al-kalām wa-ahli-hī).